# 基爾丘里奇河
基爾丘里奇河（俄语：Кирчурич）是俄羅斯的河流，位於堪察加半島，河道全長約32公里，河水主要來自融雪和雨水，是虹鱒和遠東紅點鮭的棲息地。